# Larinopoda lagyra
Larinopoda lagyra är en fjärilsart som beskrevs av William Chapman Hewitson 1866. Larinopoda lagyra ingår i släktet Larinopoda och familjen juvelvingar. Inga underarter finns listade i Catalogue of Life.

## Bildgalleri

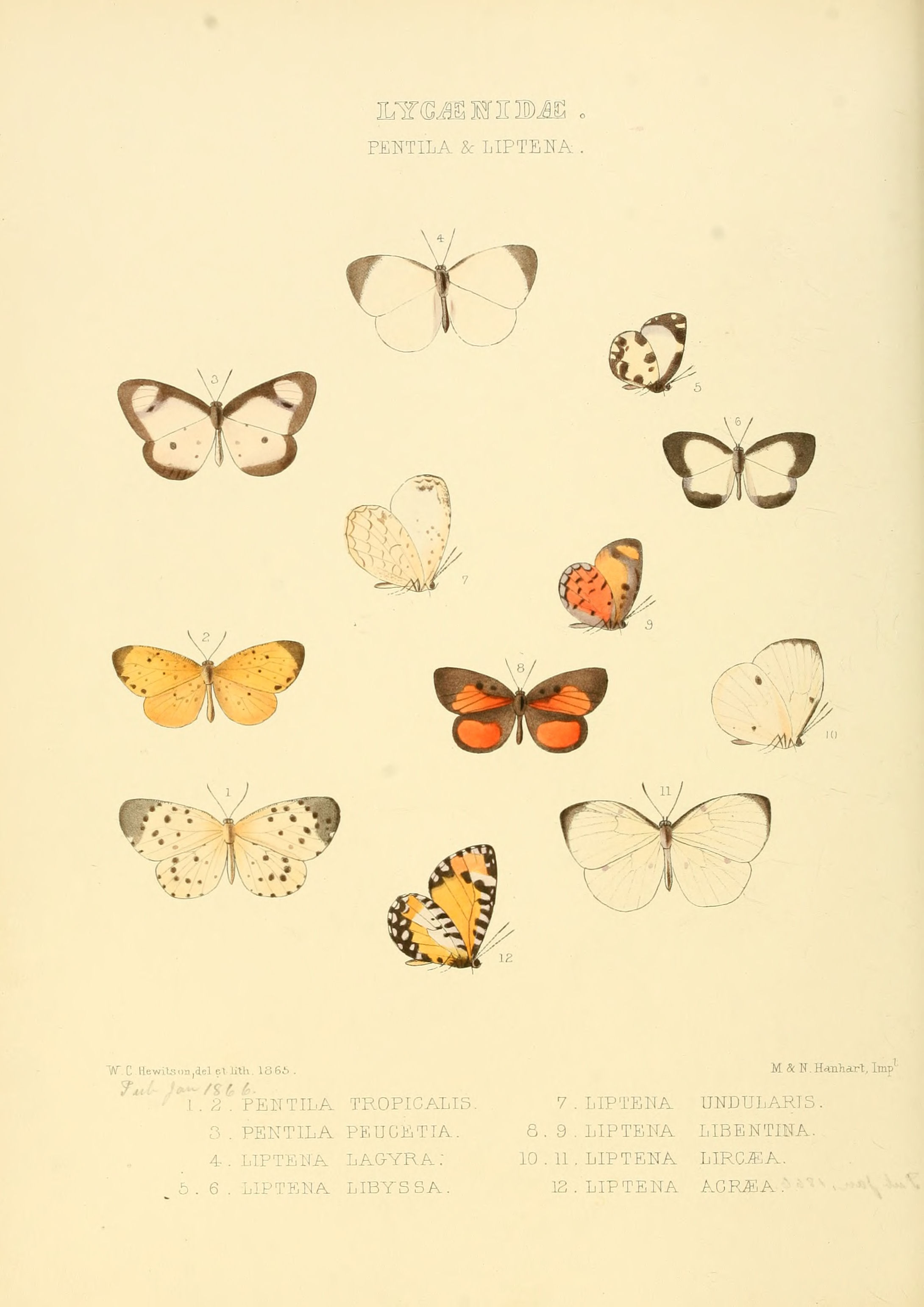